# George Washington Logan
George Washington Logan (* 22. Februar 1815 im Rutherford County, North Carolina; † 18. Oktober 1889 in Chimney Rock, North Carolina) war ein US-amerikanischer Jurist und Politiker.

## Werdegang
George Washington Logan, Sohn von Martha Harton und John Logan, wurde vier Tage nach dem Ende des Britisch-Amerikanischen Krieges im Rutherford County geboren und wuchs dort auf. Sein Vater betrieb eine Zeit lang ein Hotel in Rutherfordton. George Washington Logan studierte Jura und begann nach dem Erhalt seiner Zulassung als Anwalt in Rutherfordton zu praktizieren. Schon früh hielt er eine Reihe von juristischen Ämtern im County: zwischen 1838 und 1839 als Clerk und Master am Court of Equity, zwischen 1841 und 1849 als Clerk am County Court und zwischen 1855 und 1856 als County Solicitor. Vor dem Ausbruch des Bürgerkrieges stieg er zum Brigadegeneral in der Miliz auf. Nach 1858 gab er den Rutherfordton Enquirer heraus. Er betrieb Landwirtschaft und war als Immobilienspekulant tätig. In der Volkszählung von 1860 wurde er als Besitzer von elf Sklaven aufgeführt.
Logan verfolgte auch eine politische Laufbahn. Er gehörte der Whig Party an und war ein überzeugter Unionist während der Sezessionszeit. Er blieb seiner politischen Philosophie während des Bürgerkrieges treu sowie den Rest seiner politischen Laufbahn. Seine Gegner hegten den Verdacht, wahrscheinlich zu Recht, dass er ein Führer der pro-Union Red Strings Gruppierung war, welche in der zweiten Hälfte des Krieges im westlichen North Carolina weitverbreitet war. Logan wurde 1863 als Friedenskandidat und Gegner der Administration von Jefferson Davis (1808–1889) in den zweiten Konföderiertenkongress gewählt. Er nahm keine führende Rolle bei den Beratungen im Konföderiertenkongress ein. Sein Abstimmungsverhalten zwischen 1864 und 1865 trug seine Antikriegs- und Antikonföderiertenhaltung zu Tage.
Nach dem Ende des Krieges nahm er als Delegierter an der Verfassunggebenden Versammlung von 1865 teil und saß zwischen 1866 und 1867 in der North Carolina General Assembly. Logan war Mitglied der Republikanischen Partei, wahrscheinlich seit ihrer Gründung im Staat. Er wurde als ein entschiedener Parteigänger betrachtet, zuerst gegen die sklavenhaltende Aristokratie vor 1865, später gegen die konservative oder Demokratischen Partei und sogar im gewissen Maße gegen seinen eignen Parteiflügel unter der Leitung von Gouverneur William Woods Holden (1818–1892). Sein politisches Sprachrohr nach 1866 war die Rutherford Star, welche von J. B. Carpenter herausgegeben wurde.
Obwohl Logan gelegentlich als Gouverneurskandidat gehandelt wurde, war sein höchstes Nachkriegsamt, dass des Richters am Superior Court of North Carolina, in welches er 1868 gewählt wurde. Während seiner Richterzeit errang er Bekanntheit als kompromissloser Gegner des Ku-Klux-Klans, welcher 1871 das Cleveland County, Rutherford County und andere Counties im Umkreis befallen hatte. Logan tat alles in seiner Kraft, um den Klan auszurotten. In der Folge verhalf dies seinen Gegnern zu Anklagepunkten wegen richterlicher Inkompetenz. Die demokratische Legislative zwischen 1871 und 1872 erwog ein Amtsenthebungsverfahren auf dieser Grundlage, lehnte es aber letztendlich ab dies zu tun. Einer seiner Feinde, ein ehemaliges Mitglied des Ku-Klux-Klans, David Schenck (1835–1902), besiegte Logan bei seiner Wiederwahl 1874. Danach zog er sich in sein Privatleben zurück. Er erwarb ein Anwesen in Chimney Rock (Rutherford County), wo er die letzten Jahre seines Lebens verbrachte. Sein Leichnam wurde auf dem St. Francis's Episcopal Cemetery in Rutherfordton beigesetzt.

## Familie
Logan war zweimal verheiratet. Er heiratete 1841 seine erste Ehefrau Dovey Amelia Wilson (1817–1851). Das Paar bekam sechs gemeinsame Kinder: John Amelia, George, Robert Wilson, Georgiana, Alice Dovey und Margaret Angelina (1851–1894). Nach dem Tod seiner ersten Ehefrau heiratete er 1854 Mary Elizabeth Cabiness. Mit seiner zweiten Ehefrau bekam er ebenfalls sechs Kinder: Mary Hannah (1857–1947), George Washington junior (1859–1946), Logan, Felix B., Frank L. und James Andrew (1868–1908).

## Trivia
Logan wurde nach dem Ende des Bürgerkrieges als Scalawag beschimpft.
In dem Fall State vs. Reinhardt and Love von 1869 sprach er Alexander Reinhardt, einen Afroamerikaner, und Alice Love, eine weiße Frau, entgegen dem Ehegesetz von North Carolina aus dem Jahr 1838 für nicht schuldig, obwohl diese gegen das Verbot von Mischehen verstießen.
Ein Porträt von Logan wurde 1926 im Rutherford County Courthouse aufgehängt.